# Edward Livingston
Edward Livingston (Clermont, 26 maggio 1764 – Rhinebeck, 23 maggio 1836) è stato un giurista, statistico e politico statunitense.

## Biografia
Egli fu una figura influente nella stesura del Codice Civile della Louisiana  (1825). Inoltre svolse l'attività di segretario di Stato degli Stati Uniti nel corso della presidenza di Andrew Jackson (settimo presidente).
Era il figlio più giovane di Robert Livingston, apparteneva alla famosa famiglia Livingston (suo fratello maggiore era Robert R. Livingston). Si laureò nel 1781 all'università di Princeton. Scrisse il Livingston Codes, che fu usato come base per le leggi del governo liberale delle Province Unite dell'America Centrale all'inizio del XIX secolo. Livingston deve al suo codice il suo nome.